# Turek Aleja 3 Maja
Turek Aleja 3 Maja − dawny wąskotorowy przystanek osobowy w Turku, w Polsce, w województwie wielkopolskim, w powiecie tureckim. Został zbudowany w 1932 roku. W lipcu 1991 roku został zamknięty dla ruchu pasażerskiego. Od czerwca 2002 roku jest używany w ruchu towarowym. Należy do Kaliskiej Kolei Dojazdowej. Obecnym jej operatorem jest Stowarzyszenie Kolejowych Przewozów Lokalnych